# Erik Adolf von Willebrand
Erik Adolf von Willebrand (Vaasa, 1 februari 1870 - Pernå, 12 september 1949) was een Fins arts, anatoom en hoogleraar.

## Biografie
Von Willebrand was professor aan de Universiteit van Helsinki. In 1926 beschreef hij als eerste een bloedstollingsziekte, die later de ziekte van von Willebrand zou worden genoemd. Ook de vonwillebrandfactor is naar hem genoemd.
- International Standard Name Identifier: 0000 0004 8454 9489